# Blindness
Blindness (en español, Ceguera o A ciegas) es una película de género dramático con connotaciones alegóricas de ciencia ficción, dirigida por Fernando Meirelles. Es una adaptación de la novela Ensayo sobre la ceguera, de 1995, del escritor portugués José Saramago.

## Trama
El argumento trata sobre una misteriosa epidemia de ceguera súbita que se desencadena en el mundo y que provoca el total colapso de la sociedad. La película es una metáfora sobre la dependencia a las estructuras sociales y la puesta en marcha de mecanismos desconocidos para sobrevivir. Solo un personaje —la mujer del médico— no pierde la visión y será la encargada de liderar a buen puerto a los ciegos. 
El guion de la película fue escrito por Don McKellar, la dirección estuvo a cargo de Fernando Meirelles y contó con la participación estelar de los actores estadounidenses Julianne Moore, Mark Ruffalo, Danny Glover, el mexicano Gael García Bernal, entre otros.
En un principio, Saramago rehusó a vender los derechos para una adaptación cinematográfica, debido a que tenía temor de que cayera en las manos equivocadas. Sin embargo, Meirelles logró adquirir los derechos con la condición de que la película se desarrollase en una ciudad irreconocible. De esta manera, el director eligió la ciudad de São Paulo como el principal telón de fondo para Blindness, a pesar de que varias escenas también fueron rodadas en Toronto, Canadá y Montevideo, Uruguay. 
Todos los personajes a excepción de Julianne Moore, fueron entrenados para simular la ceguera. Meirelles también estilizó el filme para reflejar la falta de punto de vista que los personajes experimentan.
El preestreno de Blindness fue el 14 de mayo de 2008 en el Festival Internacional de Cine de Cannes y su estreno comercial limitado para los Estados Unidos fue el 3 de octubre de 2008. 
La Asociación Cinematográfica de Estados Unidos (MPAA) le otorgó la clasificación por edades "R" (que restringe el visionado de la película a los adultos o menores de 17 acompañados) debido a su lenguaje explícito, las escenas sexuales y la violencia.

## Sinopsis
La película está basada en la novela Ensayo sobre la ceguera (1995) del Premio Nobel de Literatura, José Saramago, que trata sobre una epidemia súbita que causa la ceguera de los habitantes de una ciudad moderna y que resulta en el colapso de la sociedad.

## Reparto
El director, Fernando Meirelles, eligió un elenco internacional. El productor Niv Fichman explicó la intención del director del filme: «[Meirelles] estaba inspirado en la obra maestra de Saramago de crear un microcosmos del mundo. Deseaba que el filme tuviera un reparto que representara a toda la humanidad».
| Actor / Actriz     | Personaje |
| ------------------ | --- |
| Julianne Moore     | Esposa del médico y la única persona inmune a la epidemia de ceguera. El hecho de que no ha perdido la vista es guardado en secreto por su esposo y por otros personajes. Con el transcurso del tiempo se siente aislada por ser la única vidente. Moore describió la responsabilidad de interpretar su personaje de la siguiente manera: «Al principio la mayor preocupación de la esposa del oculista es simplemente su marido. Sin embargo, su habilidad de ver termina por aislarla y la convierte en una líder. Me parece que con este personaje Saramago plantea la idea de la responsabilidad. Cuestiona, ¿Quiénes somos y qué responsables somos el uno del otro, del mundo en que vivimos y lo que hacemos en él? Hay que considerar qué tan consciente uno está de las consecuencias de sus acciones, lo cual realmente sale a relucir en la esposa del médico». El personal de vestuario le proporcionó a Moore atuendos de acuerdo con su tez, y Meirelles prefirió que la actriz utilizara un traje especial para que aumentara su peso y se viera gruesa. También, se decidió teñirle el cabello de rubio para que tuviera la apariencia de un ángel pálido y para que «emulara el ocio, el dinero y el cuidado de la esposa de un doctor». |
| Mark Ruffalo       | Doctor, oftalmólogo. Originalmente Meirelles tenía previsto conceder el papel de doctor al actor Daniel Craig, pero las negociaciones no fueron finalizadas. Durante el filme, Ruffalo utilizó maquillaje para parecer más viejo y además usó lentes de contacto para dar la imagen de invidente. El actor expresó en una entrevista su experiencia como ciego: «En un principio es aterrador y luego es frustrante [...] Nosotros estamos atormentados por nuestra visión [...] y no lo sabes hasta que te vuelves ciego [...] Como actor me sentí libre repentinamente». |
| Alice Braga        | Mujer con gafas oscuras. Alice Braga, en una entrevista realizada durante el Festival de Cannes, expresó su opinión sobre el reto de ejecutar su personaje: «Tienes que retener en la mente las imágenes de cómo se verían las cosas. Además, estás más sensible a escuchar las cosas que te rodean y a reaccionar al sonido de alguien que camina cerca». También describió que su personaje era misterioso, y que «no quería representar a la joven de las gafas como una prostituta, a pesar de que dormía con hombres a cambio de dinero fácil. Al inicio es un poco severa, pero luego desarrolla fuertes sentimientos maternales». Meirelles explicó que las gafas y el cabello escalonado le daban al personaje una apariencia fría, pero en las escenas con el niño estrábico y huérfano desarrollaba cierta ternura. |
| Danny Glover       | Viejo con una venda negra cubriéndole un ojo, es ciego y el narrador del relato. Glover describió su papel como invidente: «Cuando eres ciego tratas de adoptar otro tipo de sensibilidad [...] Este papel es definitivamente un reto desde un punto de vista físico». |
| Gael García Bernal | Jefe de la sala tres, líder de una pandilla y villano. Meirelles siguió el consejo de un director de teatro brasilero llamado Antunes Filho de cambiar el personaje de la novela a algo más ambiguo en la película y manifestó: «En el libro, el personaje es realmente un tipo malo, terriblemente malvado desde el principio [...] pero me pareció que sería más interesante que no sea tan malo, más bien como un niño con una pistola». Según Bernal, sintió que su personaje no era intrínsecamente vil y simplemente oportunista. El actor expresó: «La gente reaccionaría de acuerdo a su condición humana, como la sala número uno lo hace. Otros reaccionarían tomando todo lo que pueden, como la sala tres. Este personaje quiere sobrevivir, en un principio quiere unificar la comunidad de la sala tres a través del humor, pero luego aprovisionándoles de las cosas que necesitan». |
| Don McKellar       | Ladrón y además el escritor del guion de la película. Mckellar dijo: «No me seleccioné a mí mismo para el papel de ladrón, eso fue decidido por Fernando. Pero fue interesante la idea de que el guionista representara este personaje vil». |
| Yusuke Iseya       | Primer invidente. |
| Yoshino Kimura     | Esposa del primer invidente. |
| Maury Chaykin      | Contable. |
| Mitchell Nye       | Niño con estrabismo. |
| Sandra Oh          | Ministra de salud. |
| Michael Mahonen    | Sargento. |
| Scott Anderson     | Recluso. |
| Joris Jarsky       | Gamberro. |
| Mpho Koaho         | Asistente de farmacia. |
| Susan Coyne        | Recepcionista. |
| Joe Pingue         | Chófer de taxi. |
| Tom Melissis       | Ingeniero. |
| Jorge Molina       | Guardia de seguridad del hotel. |
| Katherine East     | Interna. |
| Martha Burns       | Mujer de los insomnios. |

## Producción

### Adaptación de la novela
Los derechos de la novela Ensayo sobre la ceguera publicada en el año 1995 han pertenecido a su autor, el cual en reiteradas ocasiones rehusó que se realizara una adaptación cinematográfica. Saramago había expresado, «Yo siempre me he resistido porque es un libro violento sobre la degradación social, la violación, y porque no quería que caiga en las manos equivocadas». A pesar de esto, el director Fernando Meirelles deseaba realizar la adaptación de esta novela al cine, porque percibía que « [...] es una alegoría sobre la fragilidad de la civilización». En un principio, Saramago declinó vender los derechos de adaptación de la novela al cine a Meirelles, a Whoopi Goldberg y a Gael García Bernal. Por esta razón, el autor de la novela recibió la visita en las Islas Canarias del productor Niv Finchman y el guionista Don McKellar, quienes finalmente lo convencieron para que vendiese los derechos. Una de las condiciones impuesta por el escritor fue que el escenario de la película se realizara en un país que no sea reconocible para la audiencia y que se empleara un can grande como el descrito en la novela, para que representase al perro de las lágrimas.
Al principio, Meirelles imaginó que dirigiría la película en idioma portugués, siguiendo el lenguaje propio de la novela, pero al final decidió realizar el filme en inglés porque pensó: 
«Sí lo haces en inglés lo puedes vender al mundo entero y puedes tener una mayor audiencia». Además, uno de los cambios intencionales del director fue establecer la película en un escenario contemporáneo, opuesto al contexto original en el que se desarrolla la novela, y que Meirelles estimó que se lleva a cabo entre los años 1930 a 1940. Sin embargo, la historia en el libro parece que se desarrolla en un momento distinto a su estimación inicial, de hecho se sugiere los años 60 o después, ya que en uno de sus pasajes un grupo de personas descubren por accidente un almacén equipado con electrodomésticos modernos como hornos microondas, lavadora de platos, etc. A pesar de todo, Meirelles decidió ambientar el filme en el siglo XXI, para que los espectadores puedan identificarse a los personajes y buscó un enfoque alegórico distinto. Meirelles describió que la novela era «muy alegórica, como una fantasía fuera del espacio, fuera del mundo», y que él al contrario prefirió tomar una dirección naturalista para comprometer a la audiencia y realizar una película menos «fría».

En el libro "José Saramago en sus lectores" (Alfaguara, 2010) Fernando Meirelles es invitado a escribir su impresión de alguna obra de Saramago. El director brasileño emite una reflexión sobre "Ensayo sobre la ceguera": «Lo que primero me impresionó fue el tema de la fragilidad de la civilización: nos consideramos fuertes y de repente pasa algo y todo se derrumba. Después, trabajando en el guión, me di cuenta de que en la novela hay muchos niveles. Se puede mirar desde un punto de vista psicológico y descubrir que en realidad los humanos somos muy primitivos. Jugamos a ser civilizados y sofisticados, pero detrás de todo eso nos revelamos como lo que somos. Desde un punto de vista más filosófico, político o social, vemos cómo se organiza una sociedad y cómo ésta colapsa cuando empezamos a estructurarla de nuevo».

### Proceso de rodaje

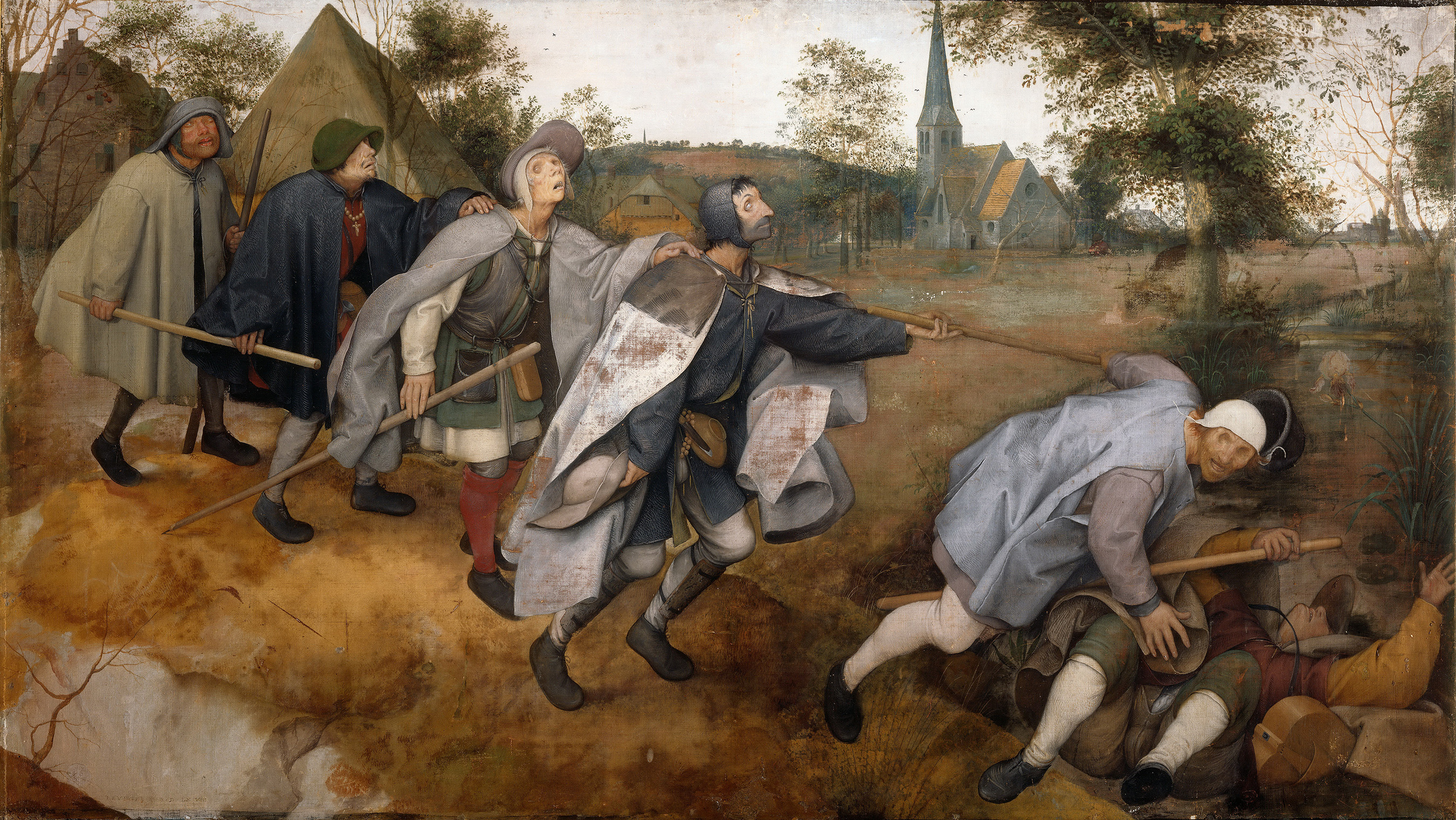
El director Fernando Meirelles hace alusión a la pintura titulada “Parábola de los ciegos” de Pieter Brueghel el Viejo (1568).

En septiembre del año 2006, Fernando Meirelles fue elegido como director del filme, y la novela fue adaptada por el guionista Don Mckellar. El presupuesto de Blindness fue de 25 millones de dólares, y la producción fue realizada por empresas canadienses y brasileñas.
Meirelles ha reconocido el reto de realizar una película que simula la experiencia de la ceguera al público, y explicó, «Cuando uno hace una película, todo está relacionado con un punto de vista, la visión. Cuando tienes dos personajes en un diálogo, la emoción es expresada mediante la forma en que se miran las personas, a través de los ojos. Especialmente cuando uno corta las escenas y edita. Usualmente se corta la escena cuando alguien alza la mirada. El cine es sobre puntos visuales, y en esta película no hay». De igual forma que en el libro, la ceguera en el filme sirve como una metáfora para el lado oscuro de la naturaleza humana, prejuicio, envidia violencia e indiferencia.
El reparto y equipo técnico del filme incluyó 700 extras que tuvieron que ser entrenados para simular la ceguera. El actor Christian Duuvoort que formó parte la película de Meirelles, Ciudad de Dios ejecutó varios talleres de entrenamiento para los miembros del reparto. Duuvoort investigó las expresiones y gestos de las personas ciegas, para comprender como perciben el mundo y como atraviesan el espacio. Duuvoort no sólo enseñó a los actores extras los gestos, también les infundió los estados emocionales y sicológicos de los invidentes. Meirelles describió, «Cuando tú hablas con alguien, tú ves una reacción. Cuando tú eres ciego, la respuesta es más ilusoria».
La película también contiene alusiones visuales de algunas obras artísticas, como la pintura de Pieter Brueghel el Viejo, titulada la Parábola de los ciegos (1568). También se hace mención a otras obras de arte famosas. Meirelles describió su intención: «Es sobre la imagen, la película, y la visión. Entonces pensé que tenía sentido crear, no una historia de la pintura, porque no lo es, pero ver los objetos de forma diferente, desde Rembrandt a otros artistas contemporáneos. Pero es algo usado sutilmente».

### Ubicación

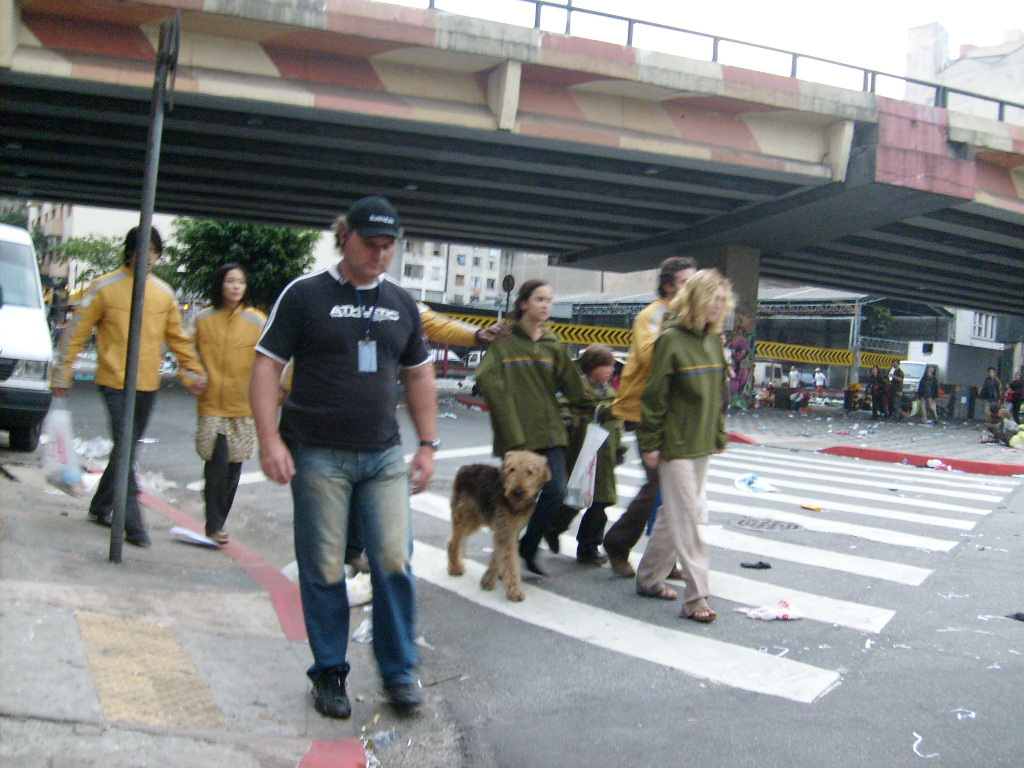
Rodaje de la película Blindness en São Paulo.

El rodaje de la película comenzó a principios del mes de julio de 2007 y continuó hasta el otoño del mismo año en la ciudad de São Paulo (Brasil) y en Toronto (Canadá). La filmación también se realizó en Montevideo, Uruguay. En las escenas filmadas en Montevideo, se distingue el centro histórico de la ciudad, especialmente en una escena en la que varios invidentes se agolpan  desesperadamente y asaltan un supermercado. Sin embargo, São Paulo sirvió como el principal escenario de Blindness, debido a que el director percibió que esta ciudad tenía todas las características necesarias.

## Recepción
Antes del lanzamiento público de la película, el director realizó varias pruebas cinematográficas para examinar la reacción de la audiencia. Meirelles describió el impacto de este análisis, Si sabes cómo usarlo, cómo hacer las preguntas correctas, puede ser muy útil. Una prueba cinematográfica que fue realizada en la ciudad de Toronto tuvo como resultado el abandono temprano de la sala de cine del 10% del público, que equivaldría a aproximadamente 50 personas. El director atribuyó el problema a una escena de violencia sexual en el filme, y decidió editar la escena acortando su tiempo de duración. Meirelles explicó su meta, Cuando rodé y edité esas escenas, lo hice de una forma muy técnica, me preocupé sólo de la iluminación y ese tipo de cosas, y perdí el sentido de la brutalidad. Algunas mujeres estaban muy enojadas con la película, y pensé “¡Caramba! puede que me haya pasado de la raya”. Es así que regresé no para complacer a la audiencia sino para que se involucren hasta el final de la historia. En una prueba realizada en Nueva York, los resultados demostraron una preocupación única del público estadounidense, acerca de una víctima que no logra cometer su acto de venganza. Meirelles cree que esta preocupación refleja lo que los estadounidenses han aprendido a anticipar en su cine.
La productora y distribuidora de películas Focus Features, obtuvo el derecho de manejar las ventas internacionales de Blindness. Asimismo, la productora francesa Pathé adquirió los derechos de distribución de Blindness en Francia e Inglaterra. La empresa de cine Miramax Films consiguió los derechos de distribución de Blindness en Estados Unidos, con una oferta de $5 millones.
El preestreno de la película fue el 14 de mayo de 2008, en la 61.ª edición del Festival de Cannes, donde recibió una «recepción regular». La revista cinematográfica Variety, criticó duramente la película y, del mismo modo, las votaciones de los críticos en Cannes también fueron desfavorecedoras. El lanzamiento comercial de Blindness en los Estados Unidos se realizó el día 12 de septiembre de 2008.

## Premios
| Año  | Resultado | Premio                                                  | Categoría                      |
| ---- | --------- | ------------------------------------------------------- | ------------------------------ |
| 2008 | Nominado  | Festival Internacional de Cine de Cannes - Palma de Oro | Dirección - Fernando Meirelles |